# Cambridgea secunda
Cambridgea secunda är en spindelart som beskrevs av Forster och Wilton 1973. Cambridgea secunda ingår i släktet Cambridgea och familjen Stiphidiidae. Inga underarter finns listade.